# Frank Dane (radioprogramma)
Frank Dane was een radioprogramma op de Nederlandse zender Radio 538 dat werd gepresenteerd door Frank Dane. Het programma werd uitgezonden op maandag tot en met vrijdag tussen 12.00 en 14.00 uur.
Voorheen werd dit programma op een ander tijdslot uitgezonden. Van 6 augustus 2007 tot en met 28 mei 2010 werd dit programma op maandag tot en met donderdag tussen 21.00 en 00.00 uur uitgezonden. Dane stapte daarna over naar 3FM, waardoor Mark Labrand en daarna Barry Paf het tijdslot overnam.
Dane keerde in september 2012 weer terug op Radio 538 en van 3 september 2012 t/m 2 januari 2014 werd dit programma op maandag tot en met donderdag tussen 19.00 en 21.00 uur uitgezonden. In januari 2014 kwam er een nieuwe programmering op Radio 538. Sinds 6 januari 2014 wordt dit programma onder de naam Dane Doet 't uitgezonden op het huidige tijdslot. Voorheen werd op dit tijdstip door Tim Klijn met zijn programma gepresenteerd.
Van 4 mei tot en met 14 augustus 2015 nam Dennis Ruyer tijdelijk het programma over van Frank Dane. Dane maakte op maandag tot en met donderdag tussen 16.00 en 19.00 uur zijn radioprogramma met De Frank en Middag Show. Hij maakte zijn programma totdat Coen Swijnenberg en Sander Lantinga naar Radio 538 komen. Dat was gebeurd op 17 augustus 2015. Van 17 tot en met 28 augustus 2015 nam Barry Paf het programma nog over van Frank Dane. Dane keerde pas terug op 31 augustus 2015. Sindsdien was Dennis Ruyer de vaste vervanger van Frank Dane wanneer hij Evers Staat Op of De Coen en Sander Show moet vervangen en wanneer hij zelf afwezig is.
Sinds 2 januari 2017 werd de programmanaam Dane Doet 't hernoemd naar Frank Dane. Omdat Dennis Ruyer naar Radio Veronica ging in 2017 werd de vaste vervanger van het programma Ivo van Breukelen. Op 20 december 2018 was het de laatste uitzending van Frank Dane op dit tijdslot volgens de reguliere programmering. Dane gaat vanaf 2 januari 2019 een nieuwe 538 ochtendshow doen als opvolger van Edwin Evers. Vanaf 2019 wordt het tijdslot van Dane opgeheven en duren de programma's van 10:00-22:00 allemaal drie uur.